# Nothobranchius kilomberoensis
Nothobranchius kilomberoensis és una espècie de peix de la família dels aploquèilids i de l'ordre dels ciprinodontiformes.

## Morfologia
Els mascles poden assolir els 3,4 cm de longitud total.

## Distribució geogràfica
Es troba a Àfrica: Tanzània.